# Brothers (film, 2009)
Brothers är en amerikansk film från 2009, i regi av Jim Sheridan. 

## Om filmen
Brothers är baserad på den danska filmen Bröder av Susanne Bier.

## Rollista
- Jake Gyllenhaal - Tommy Cahill
- Natalie Portman - Grace Cahill
- Tobey Maguire - kapten Sam Cahill
- Clifton Collins Jr. - major Cavazos
- Carey Mulligan - Cassie Willis
- Bailee Madison - Isabelle Cahill
- Sam Shepard - Hank Cahill
- Navid Negahban - Murad